# Anelasmocephalus balearicus
Espèce
Anelasmocephalus balearicus est une espèce d'opilions dyspnois de la famille des Trogulidae.

## Distribution
Cette espèce est endémique des îles Baléares en Espagne. Elle se rencontre sur Majorque.

## Description
Les mâles mesurent de 2,3 à 2,5 mm et la femelle 2,6 mm.

## Systématique et taxinomie
Cette espèce a été décrite par Martens et Chemini en 1988.

## Étymologie
Son nom d'espèce lui a été donné en référence au lieu de sa découverte, les îles Baléares.

## Publication originale
- Martens & Chemini, 1988 : « Die Gattung Anelasmocephalus Simon, 1879. Biogeographie, Artgrenzen und Biospezies-Konzept (Opiliones: Trogulidae). » Zoologische Jahrbücher, vol. 115, p. 1–48.